# Andreas Pinkwart

Andreas Pinkwart (2013)

Andreas Pinkwart (* 18. August 1960 in Seelscheid) ist ein deutscher Politiker (FDP) und Wirtschaftswissenschaftler.
Er war von 2003 bis 2011 stellvertretender Bundesvorsitzender der FDP und von 2002 bis 2010 Landesvorsitzender der FDP Nordrhein-Westfalen. Pinkwart war von 2005 bis 2010 stellvertretender Ministerpräsident und Minister für Innovation, Wissenschaft, Forschung und Technologie des Landes Nordrhein-Westfalen im Kabinett Rüttgers. Von 2017 bis 2022 war er Minister für Wirtschaft, Innovation, Digitalisierung und Energie des Landes Nordrhein-Westfalen in den Kabinetten Laschet und Wüst I.
Pinkwart hatte Professuren für Wirtschaftswissenschaften an der Fachhochschule für öffentliche Verwaltung Nordrhein-Westfalen in Düsseldorf und der Universität Siegen inne. Von 2011 bis 2017 war Pinkwart Rektor der HHL Leipzig Graduate School of Management und Lehrstuhlinhaber für Innovationsmanagement und Entrepreneurship. Seit 2023 ist er Professor für Innovations- und Technologiemanagement an der TU Dresden. 

## Ausbildung und Beruf
Andreas Pinkwart wurde in dem damals zu Seelscheid gehörenden Teilort Berg Seelscheid geboren. Nach dem Abitur 1979 am Antoniuskolleg in Neunkirchen-Seelscheid absolvierte Pinkwart bei der Dresdner Bank in Köln eine Ausbildung zum Bankkaufmann. Anschließend begann er 1981 ein Studium der Volks- und Betriebswirtschaftslehre an der Universität Münster und der Universität Bonn, welches er 1987 als Diplom-Volkswirt beendete. Er war dann zunächst am Institut für Mittelstandsforschung an der Universität Bonn und von 1988 bis 1990 als wissenschaftlicher Mitarbeiter der FDP-Bundestagsfraktion tätig. 1991 wurde Pinkwart mit seiner Dissertation Chaos und Unternehmenskrise an der Universität Bonn bei Horst Albach zum Dr. rer. pol. promoviert. Von 1991 bis 1994 leitete er das Büro des Vorsitzenden der FDP-Bundestagsfraktion Hermann Otto Solms.
Von 1994 bis 1997 war Pinkwart Professor für Volks- und Betriebswirtschaftslehre an der Fachhochschule für öffentliche Verwaltung Nordrhein-Westfalen in Düsseldorf. 1998 nahm er den Ruf als Professor für Betriebswirtschaftslehre, insbesondere kleine und mittlere Unternehmen, an der damaligen Universität-Gesamthochschule Siegen, der späteren Universität Siegen, an. 2003 erfolgte die Feststellung der Habilitationsgleichwertigkeit der Forschungsleistungen durch die Gutachterkommission des Fachbereichs Wirtschaftswissenschaften der Universität Siegen.
Anfang 2011 nahm Pinkwart seine wissenschaftliche Arbeit als Senior Research Fellow am American Institute for Contemporary German Studies (AICGS) der Johns Hopkins University Washington D.C. (USA) wieder auf. Zum 1. April 2011 übernahm er die Nachfolge des Rektors an der Handelshochschule Leipzig (HHL). Gleichzeitig folgte er dem Ruf auf den Stiftungsfonds Deutsche Bank Lehrstuhl für Innovationsmanagement und Entrepreneurship derselben universitären Hochschule. Die aktuellen Forschungsschwerpunkte von Andreas Pinkwart sind Innovationsmanagement, Entrepreneurship, komplexe Unternehmensdynamik und Turnaround-Management. Als Mitglied im Kernteam der HHL hat er gemeinsam mit Manfred Kirchgeorg, Timo Meynhardt und Henning Zülch das 2016 veröffentlichte Leipziger Führungsmodell entwickelt.
Im Januar 2023 nahm Pinkwart seine ruhende Lehrtätigkeit als Professor im Bereich Betriebswirtschaftslehre an der Universität Siegen wieder auf. Er kandidierte für das Amt des Rektors der Universität. In drei Wahlgängen erreichten jedoch weder er noch eine Mitbewerberin die erforderliche Mehrheit. Zum 1. März 2023 wechselte Pinkwart an die Technische Universität Dresden und übernahm dort die neu geschaffene Professur für Innovations- und Technologiemanagement.
Im Juni 2023 wurde Pinkwart in das Kuratorium der gemeinnützigen Bertelsmann Stiftung berufen. Es handelt sich um ein Beratungs- und Kontrollorgan, ähnlich einem Aufsichtsrat.

## Privates
Andreas Pinkwart ist verheiratet und hat zwei Kinder. Er ist evangelisch und lebt in Alfter-Witterschlick bei Bonn.

## Partei
Pinkwart ist seit 1980 Mitglied der FDP. Von 1992 bis 2003 war er Vorsitzender des FDP-Kreisverbandes Rhein-Sieg. Daneben war er von 1996 bis 2002 Stellvertretender Landesvorsitzender der FDP in Nordrhein-Westfalen. Nach dem erzwungenen Rücktritt von Jürgen Möllemann als Landesvorsitzender setzte sich Pinkwart im Dezember 2002 überraschend gegen die Kandidaten Ulrike Flach, Rolf Köster und Joachim Schultz-Tornau durch und wurde zum neuen Landesvorsitzenden gewählt. Pinkwart war seit 2001 Mitglied des Bundesvorstandes der FDP, dem er auch schon von 1997 bis 1999 angehört hatte. Seit 2003 war er stellvertretender Bundesvorsitzender der FDP. Er legte in dieser Zeit u. a. als Vorsitzender der Kommission Bürgergeld. Negative Einkommensteuer (KoBüNe) das Konzept für das Liberale Bürgergeld vor.
Im Oktober 2010 gab er bekannt, sich aus der Politik zurückzuziehen und seine Ämter auslaufen zu lassen. Er schied daher im Frühjahr 2011 aus seinen Parteiämtern aus.

## Abgeordneter

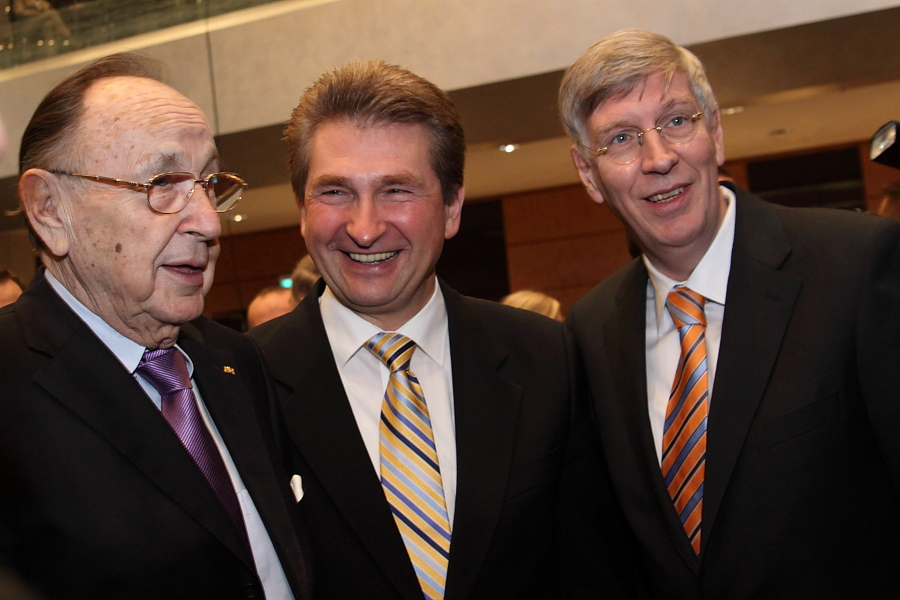
Andreas Pinkwart mit Hans-Dietrich Genscher und Ingo Wolf (2010)

Pinkwart war von 2002 bis zu seinem Ausscheiden am 28. Juni 2005 Mitglied des Deutschen Bundestages. Hier war er Mitglied des Finanzausschusses sowie Vorsitzender der Landesgruppe Nordrhein-Westfalen der FDP-Fraktion und außerdem ab 2004 haushaltspolitischer Sprecher der FDP-Bundestagsfraktion.
Bei der Landtagswahl 2010 trat er als Spitzenkandidat seiner Partei an, die eine leichte Verbesserung des landesweiten Ergebnisses von 6,1 auf 6,7 Prozent erreichte. Er bewarb sich um ein Direktmandat im Wahlkreis Rhein-Sieg-Kreis III und erhielt 9,7 Prozent als Direktkandidat, zog allerdings über die Landesliste in den Landtag ein. Wegen seines beruflichen Wechsels an die Handelshochschule Leipzig legte er sein Abgeordnetenmandat zum 31. März 2011 nieder.
Bei der Landtagswahl 2022 kandidierte er als Direktkandidat im Wahlkreis Rhein-Sieg-Kreis II, in dem er 7,8 % der Erststimmen erhielt. Trotz großer Verluste der FDP schaffte er über Platz 4 der Landesliste den Einzug in den Landtag. Zum Jahresende 2022 legte Pinkwart sein Landtagsmandat nieder. Für ihn rückte Susanne Schneider in den Landtag nach.
Von 2005 bis 2010 sowie von 2017 bis 2022 war Pinkwart Mitglied des Bundesrates.

## Öffentliche Ämter

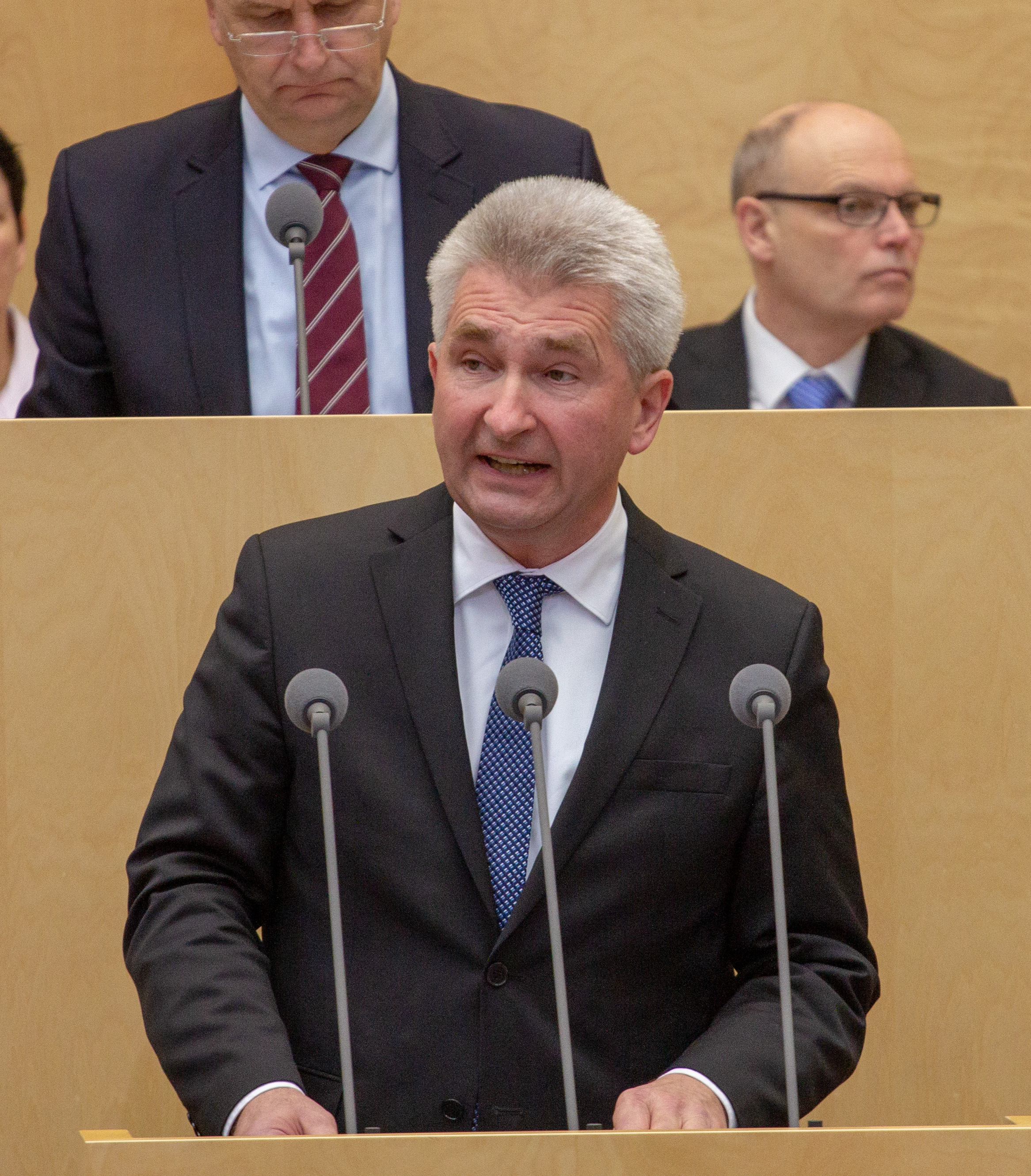
Andreas Pinkwart im Bundesrat, 2019

Nach der Landtagswahl 2005 führte Pinkwart gemeinsam mit Ingo Wolf die Koalitionsverhandlungen mit der CDU. Am 24. Juni 2005 wurde er schließlich als Minister für Innovation, Wissenschaft, Forschung und Technologie sowie als Stellvertretender Ministerpräsident in die von Jürgen Rüttgers geführte Landesregierung von Nordrhein-Westfalen berufen (Kabinett Rüttgers). Er war maßgeblich an der Einführung von Studiengebühren in NRW durch das Gesetz zur Sicherung der Finanzierungssgerechtigkeit im Hochschulwesen (HFGG) und an der Neuordnung der nordrhein-westfälischen Hochschullandschaft durch das Hochschulfreiheitsgesetz beteiligt. Pinkwart setzte sich für erleichterte Zuwanderungsbedingungen ausländischer Fachkräfte ein. Er forderte, die Hürde des Jahresmindesteinkommens von 85.000 Euro für die Einstellung ausländischer Studienabsolventen zu senken. Pinkwart gilt als Wegbereiter für den Ausbau des Stipendienwesens in Deutschland. Zunächst mit dem NRW-Stipendium und später mit dem von ihm vorgeschlagenen und von Annette Schavan und ihm im Rahmen der Koalitionsverhandlungen von CDU/CSU und FDP 2009 verhandelten Deutschlandstipendium. Damit wurde den Hochschulen in Deutschland die Möglichkeit gegeben, besonders begabten Studierenden ein hälftig vom Staat und von Privaten finanziertes Stipendium einkommensunabhängig, und damit auch zusätzlich zum BAföG, zu vergeben.
Mit dem Antritt der Regierung Kraft I schied Pinkwart im Juli 2010 aus der Landesregierung aus.
Ab dem 30. Juni 2017 amtierte er wiederum als Minister für Wirtschaft, Innovation, Digitalisierung und Energie des Landes Nordrhein-Westfalen in der schwarz-gelben Landesregierung (zunächst im Kabinett Laschet, anschließend im Kabinett Wüst I). Mit dem Antritt des Kabinetts Wüst II schied Pinkwart am 29. Juni 2022 aus der Landesregierung aus.

## Auszeichnungen
Am 15. Oktober 2007 erhielt Pinkwart den Kommandeur mit Stern des norwegischen Verdienstordens zusammen mit anderen deutschen Politikern. Im Mai 2008 erhielt Pinkwart den „Deutsche Elite-Mittelstandspreis 2008“. Im August 2012 erhielt er den Verdienstorden des Landes Nordrhein-Westfalen. Mit dem Diesterweg-Ring der Universität Siegen wurde Pinkwart am 7. November 2013 ausgezeichnet. Die britische University of Kent ehrte Pinkwart im Mai 2017 mit dem „Innovation in Academia Award for Science and Business“.

## Publikationen
- Stephan Hesselmann, Peter Hüfner und Andreas Pinkwart: Betriebsaufspaltung und Insolvenzrisiko. Schäffer Verlag, Stuttgart 1990, ISBN 3-7910-5032-X
- Andreas Pinkwart: Chaos und Unternehmenskrise. Th. Gabler, Wiesbaden 1992, ISBN 3-409-13463-8
- Andreas Pinkwart: Katastrophentheorie und Unternehmenskrise. Zeitschrift für Betriebswirtschaftslehre (ZfB). Heft 9/1993, S. 873–895, ISSN 0044-2372
- Andreas Pinkwart: Möglichkeiten und Grenzen der Chaossteuerung in Unternehmen. Zeitschrift für Betriebswirtschaft (ZfB). Heft 4/1998, S. 409–422, ISSN 0044-2372
- Andreas Pinkwart: Campus Companies zur Förderung innovativer Gründungen aus der Hochschule. Betriebswirtschaftliche Forschung und Praxis (BFuP). Heft 4/2002, S. 339–354, ISSN 0340-5370
- Andreas Pinkwart und Susanne Kolb: Analyse des Insolvenzgeschehens. Entwicklung, Struktur und Ursachen aus regionaler Perspektive. Shaker, Aachen 2003, ISBN 3-8322-1164-0
- Nicole Göler von Ravensburg, Andreas Pinkwart und Renate Schmidt: Kriterien für die Gründung mittelständischer Kooperationen in genossenschaftlicher Rechtsform. Vandenhoeck & Ruprecht, Göttingen 2003, ISBN 3-525-86078-1
- Horst Albach (Hrsg.) und Andreas Pinkwart (Hrsg.): Gründungs- und Überlebenschancen von Familienunternehmen. Zeitschrift für Betriebswirtschaft (ZfB). Erg.-heft 5/2002, Th. Gabler, Wiesbaden 2002, ISBN 3-409-12330-X
- Horst Albach, Andreas Pinkwart (Hrsg.): Von der Gründung bis zur Insolvenz. Zeitschrift für Betriebswirtschaft (ZfB). Erg.-heft 2/2003, Th. Gabler, Wiesbaden 2003, ISBN 3-409-12397-0
- Paul Kirchhof, Otto Graf Lambsdorff, Andreas Pinkwart (Hrsg.): Perspektiven eines modernen Steuerrechts. Festschrift für Hermann Otto Solms. Erich Schmidt Verlag, Berlin 2005, ISBN 3-503-09081-9
- Andreas Pinkwart, Susanne Kolb und Daniel Heinemann: Unternehmen aus der Krise führen. Die Turnaround-Balanced Scorecard als ganzheitliches Konzept zur Wiederherstellung des Unternehmenserfolgs von kleinen und mittleren Unternehmen. Deutscher Sparkassen Verlag, Stuttgart 2005, ISBN 3-09-302982-1
- Andreas Pinkwart: The New Role of Universities in the Twenty-First Century: Universities as Engines of Innovation and Entrepreneurial Hubs. AICGS Policy Report No. 50, Washington 2012, ISBN 978-1-933942-36-0
- Michael Czinkota, Andreas Pinkwart: International Business Research and the New Role of Universities - There is Sunshine Above the Clouds. Thunderbird International Business Review Journal, 54 (2012) 2, 253-261, ISSN 1096-4762
- Nagwan Abu El-Ella, John Bessant, Andreas Pinkwart, Martin Stoetzel: Accelerating High Involvement: The Role of New Technologies in Enabling Employee Participation in Innovation. International Journal of Innovation Management, 17 (2013) 6, ISSN 1363-9196
- Andreas Pinkwart, Dorian Proksch: The Internationalization Behavior of German High-Tech-Start-ups. Thunderbird International Business Review, 56 (2014) 1, 43-53, ISSN 1096-4762.
- Pinkwart, A.; Abu El-Ella, N. (2014) Open innovation: new opportunities and challenges for science-to-business collaboration In: Kliewe, Th.; Kesting, T. (Eds.): Moderne Konzepte des organisationalen Marketing. Wiesbaden: Springer Fachmedien, 2014, 285–301
- Pinkwart, A.; Proksch, D. (2014) Internationalisierung junger High-Tech-Unternehmen: Chancen und Barrieren in Deutschland In: Franz, O. (Ed.). Existenzgründung und Existenzsicherung in Deutschland und international. Sternenfels: Verlag Wissenschaft und Praxis, 2014, 119–127
- Albach, H.; Meffert, H.; Pinkwart, A.; Reichwald, R. (2015) Management of permanent change: new challenges and opportunities for change management In: Albach, H.; Meffert, H.; Pinkwart, A.; Reichwald, R. (Eds.). Management of permanent change, Wiesbaden: Springer Gabler, 2015, 3–21
- Abu El-Ella, N.; Bessant, J.; Pinkwart, A. (2015) Changing change management: the new innovation imperative In: Albach, H.; Meffert, H.; Pinkwart, A.; Reichwald, R. (Eds.) Management of permanent change. Wiesbaden: Springer Gabler, 2015, 105–120
- Abu El-Ella, N.; Bessant, J.; Pinkwart, A. (2015) Revisiting the Honorable Merchant: The Reshaped Role of Trust in Open Innovation December 2015, Thunderbird International Business Review; DOI:10.1002/tie.21774
- Pinkwart, A. (2015) Eugen Schmalenbach and the Leipzig School of Commerce, in: Albach, H.; Waragai, T. (eds.) Business Economics in Japan and Germany, München, 2015, 195-209
- Hagedorn, A.; Pinkwart, A. (2015) The financing process of equity-based crowdfunding: an empirical analysis, in: Brüntje, D.; Gajda, O. (Eds.). Crowdfunding in Europe: state of the art in theory and practice. Cham: Springer International Publishing Switzerland, 2015, 71–85
- Albach; H.; Meffert, H.; Pinkwart, A.; Reichwald, R.; von Eiff, W. (Eds.) (2015) Boundaryless Hospital: Rethink and Redefine Health Care Management. Springer, Wiesbaden, 2015
- Pinkwart, A.; Proksch, D.; Schefczyk, M.; Fiegler, T.; Ernst, C., (2015) Reasons for the Failure of New Technology-Based Firms: A Longitudinal Empirical Study for Germany · Credit and Capital Markets – Kredit und Kapital 2015, Vol. 48, No. 4: 597–627
- Proksch, D.; Stranz, W.; Röhr, N.; Ernst, C.; Pinkwart, A.; Schefczyk, M. (2016) Value-adding activities of venture capital companies: a content analysis of investor’s original documents in Germany October 2016, Venture Capital, DOI:10.1080/13691066.2016.1242573
- Pinkwart, A. (2016) Creating value for society – the role of (social) entrepreneurship,. In: Sharma, R.R.; Csuri, M.; Ogunyemi, K. Managing for Responsibility - A Sourcebook for an Alternative Paradigm, New York: Business Expert Press,. 2017, 217-236
- Proksch, D.; Stranz, W.; Pinkwart, A.; Schefczyk, M. (2016) Risk management in the venture capital industry: Managing risk in portfolio companies, The Journal of Entrepreneurial Finance, Vol. 18, Issue 2, Summer 2016
- Kirchgeorg, M.; Meynhardt, T.; Pinkwart, A.; Zülch, H.: Das Leipziger Führungsmodell: The Leipzig Leadership Model. 2. überarb. und erw. Auflage, HHL Academic Press, Leipzig 2017, ISBN 978-3-9818509-2-5.
- Proksch, D.; Stranz, W.; Röhr, N.; Ernst, C.; Pinkwart, A.; Schefczyk, M. (2017) Value-adding activities of venture capital companies: a content analysis of investor's original documents in Germany. In: Venture Capital 19 (2017), Nr. 3, S. 129–146
- Pinkwart, A.; Proksch, D. (2017) Venture Capital-Finanzierung im Mittelstand, in: Fahrenschon, G.; Kirchhoff, A. G.; Simmert, D. D. (Eds) Mittelstand – Motor und Zukunft der deutschen Wirtschaft. Erfolgskonzepte für. Management, Finanzierung und Organisation, Wiesbaden: Springer 2017, S. 217–236
- Proksch, D.; Haberstroh, M.M.; Pinkwart, A. (2017) Increasing the national innovative capacity: Identifying the pathways to success using a comparative method. Technological Forecasting and Social Change, 2017, vol. 116, issue C, 256-270
- Pinkwart, A. (2018) Change Management in Zeiten digitalen Wandels, in: Bruhn, W.; Kirchgeorg, M. Januar 2018, S. DOI:10.1007/978-3-658-18538-1 27
- Proksch, D.; Stranz, W. Stranz; Pinkwart, A. (2018) German entrepreneurs in the high-tech field: Identifying different profiles, International Journal of Entrepreneurship and Small Business, January 2018, 33(1):52 DOI:10.1504/IJESB.2018.088676
- Albach, H., Meffert, H., Pinkwart, A., Reichwald, R., Świątczak, Ł. (Eds.) (2018) European Cities in Dynamic Competition Theory and Case Studies on Urban Governance, Strategy, Cooperation and Competitiveness, Springer, Wiesbaden 2018, ISBN 978-3-662-56419-6.
- Haberstroh, M.M.; Pinkwart, A. (2018): Increasing The Innovative Capacity Of European Cities: Making Use Of Proven Concepts From The National Level, in: Albach, H., Meffert, H., Pinkwart, A., Reichwald, R., Świątczak, Ł. (Eds.) European Cities in Dynamic Competition, Springer, Wiesbaden, 2018